# Alianza Solar Internacional

Mapa mundial con la zona intertropical, el área entre los trópicos de Cáncer y Capricornio, destacada en rojo.

La Alianza Solar Internacional (ISA por sus siglas en inglés) es una alianza de más de 121 países, la mayoría de ellos soleados (que se encuentran completa o parcialmente entre el Trópico de Cáncer y el Trópico de Capricornio). El objetivo primario de la alianza es promover la explotación eficaz de la energía solar para reducir la dependencia de los combustibles fósiles. Esta iniciativa fue propuesta por primera vez por el primer ministro de India, Narendra Modi durante un discurso en noviembre de 2015 en el estadio de Wembley, en el que se refirió a estos países soleados como Suryaputra ("hijos del Sol"). La alianza es una organización intergubernamental basada en un tratado. Los países que no caen dentro de los trópicos pueden unirse a la alianza y disfrutar, como los otros miembros, de todos sus beneficios, con la excepción del derecho de voto.
Narendra Modi, en la cumbre India-África, y una reunión de países miembros previa a la Conferencia de las Naciones Unidas sobre Cambio Climático 2015 en París en noviembre de ese año, lanzaron la iniciativa. El acuerdo marco de la Alianza Solar Internacional se abrió a la firma en Marrakech, Marruecos, en noviembre de 2016, y 121 países se han unido ya.

## Sede
Su sede se encuentra en la India. En enero de 2016 Narendra Modi y el  entonces presidente francés, François Hollande, pusieron conjuntamente la primera piedra de la sede de la ISA e inauguraron la secretaría interina en el Instituto Nacional de Energía Solar (NISE por sus siglas en inglés) en Gwal Pahari, Gurugram, India. El Gobierno de la India ha dedicado 5 acres de tierra en el campus del NISE para su sede futura; también ha aportado 1,75 millardos de rupias indias (₹), equivalentes a 26 millones de dólares estadounidenses ($) al fondo para construir un campus y pagar los gastos de los primeros 5 años de funcionamiento.
La Alianza Solar Internacional también se denomina Agencia Internacional para Política y Aplicación Solares (IASPA por sus siglas en inglés).

## Objetivo
Se centra en la utilización de la energía solar. El lanzamiento de tal alianza en París también envía un enérgico mensaje al mundo sobre la sinceridad de la preocupación de las naciones en desarrollo por el calentamiento mundial y por el cambio a una economía baja en carbono. India se ha comprometido a instalar 100 GW de energía solar para 2022 y a reducir su intensidad de emisión del 33 al 35 % para 2030, dejando que la energía solar alcance a la mayoría de pueblos que en 2016 todavía no estaban conectados a la red eléctrica. Se conseguiría así un planeta más limpio. India se comprometió en la cumbre de París a que en 2030 el 40 % de su capacidad de generación de electricidad (distinta de la producción real) sea de fuentes no fósiles (renovables, grandes hidroeléctricas y centrales nucleares).
Se basa en la cooperación mundial.

## Importancia geográfica
El área del planeta Tierra entre el Trópico de Cáncer y el Trópico de Capricornio se denomina zona intertropical o tórrida. El Trópico de Cáncer marca la línea más al norte en la que el sol puede incidir verticalmente (y por tanto con más energía) sobre el terreno. Por encima de esta línea el sol incidirá con una inclinación, tanto mayor cuanto más al norte se avance. El Trópico de Capricornio, análogamente, marca la línea más al sur. Los países más soleados del mundo se encuentran en el continente africano, variando desde Somalia —Cuerno de África—, en el este, hasta Níger, en el oeste, y Egipto, en el norte.
Para la India, el posible beneficio adicional de la ISA puede consistir en fortalecer los lazos con los principales países africanos e incrementar en ellos la buena disposición hacia la India.

## Países unidos a la ISA
El acuerdo marco de la Alianza Solar Internacional se abrió a la firma en Marrakech, Marruecos, en noviembre de 2016, de manera adyacente a la Conferencia de Marrakech contra el cambio climático (la vigésima segunda sesión de la Conferencia de las Partes, o COP 22). En su primer día (15 noviembre), 16 países firmaron este acuerdo marco: India, Brasil, la República Democrática del Congo, la República Dominicana, la República de Guinea, Malí, Nauru, Níger, Tanzania, Tuvalu, Camboya, Etiopía, Burkina Faso, Bangladés y Madagascar. El 17 noviembre, Guinea Bissau, Fiyi y Francia. El 6 de noviembre de 2017 el ministro indio de asuntos exteriores, Sushma Swaraj, se reunió con su colega de Guinea, Mamady Toure. Durante esta reunión, Mamady Toure entregó el instrumento de acceso de Guinea a la ISA.
Vanuatu y Liberia también firmaron el acuerdo.
Posteriormente, 107 países adicionales se unieron al acuerdo, incluyendo todos los países importantes que se encuentran entre los trópicos de Cáncer y Capricornio, como México, Perú, Chile, Argentina, Paraguay, Brasil, Australia, Nueva Zelanda y China. El 30 de noviembre de 2015 empezó un cónclave de la agrupación solar, llamado InSPA (Agencia Internacional para Política y Aplicación Solares).

### Partes que han firmado o ratificado el marco de ISA
Los países siguientes son los miembros probables de esta alianza, que han firmado el acuerdo marco:
1. Australia +
2. Bangladés +
3. Benín
4. Brasil
5. Burkina Faso +
6. Camboya
7. Chile
8. Costa Rica
9. República Democrática del Congo
10. Comoras +
11. Costa de Marfil +
12. Cuba +
13. Yibuti
14. República Dominicana
15. Etiopía
16. Guinea Ecuatorial
17. Fiyi +
18. Francia +
19. Gabón +
20. Ghana +
21. Guinea +
22. Guinea-Bisáu
23. India +
24. Kiribati
25. Líbano
26. Madagascar +
27. Malaui +
28. Mali +
29. Mauricio +
30. Nauru +
31. Níger
32. Nigeria +
33. Perú +
34. Ruanda +
35. Senegal
36. Seychelles +
37. Somalia +
38. Sudán del Sur +
39. Sudán +
40. Tanzania
41. Tonga
42. Togo +
43. Tuvalu +
44. Emiratos Árabes Unidos +
45. Vanuatu
46. Venezuela +
47. Chad
48. Burundi +
49. Guyana +
50. Sri Lanka +
51. Surinam
52. Uganda +
53. Cabo Verde
54. Gambia
55. Mozambique
56. Santo Tomé y Príncipe
57. Yemen
58. Papúa Nueva Guinea +
59. Argelia
60. Dominica
61. Egipto

El signo + distingue a los países que han ratificado el acuerdo marco.
Aparte de estos hay otros 60 miembros, lo que hace un total de 121 miembros de la ISA.

## Iniciativas y asociaciones

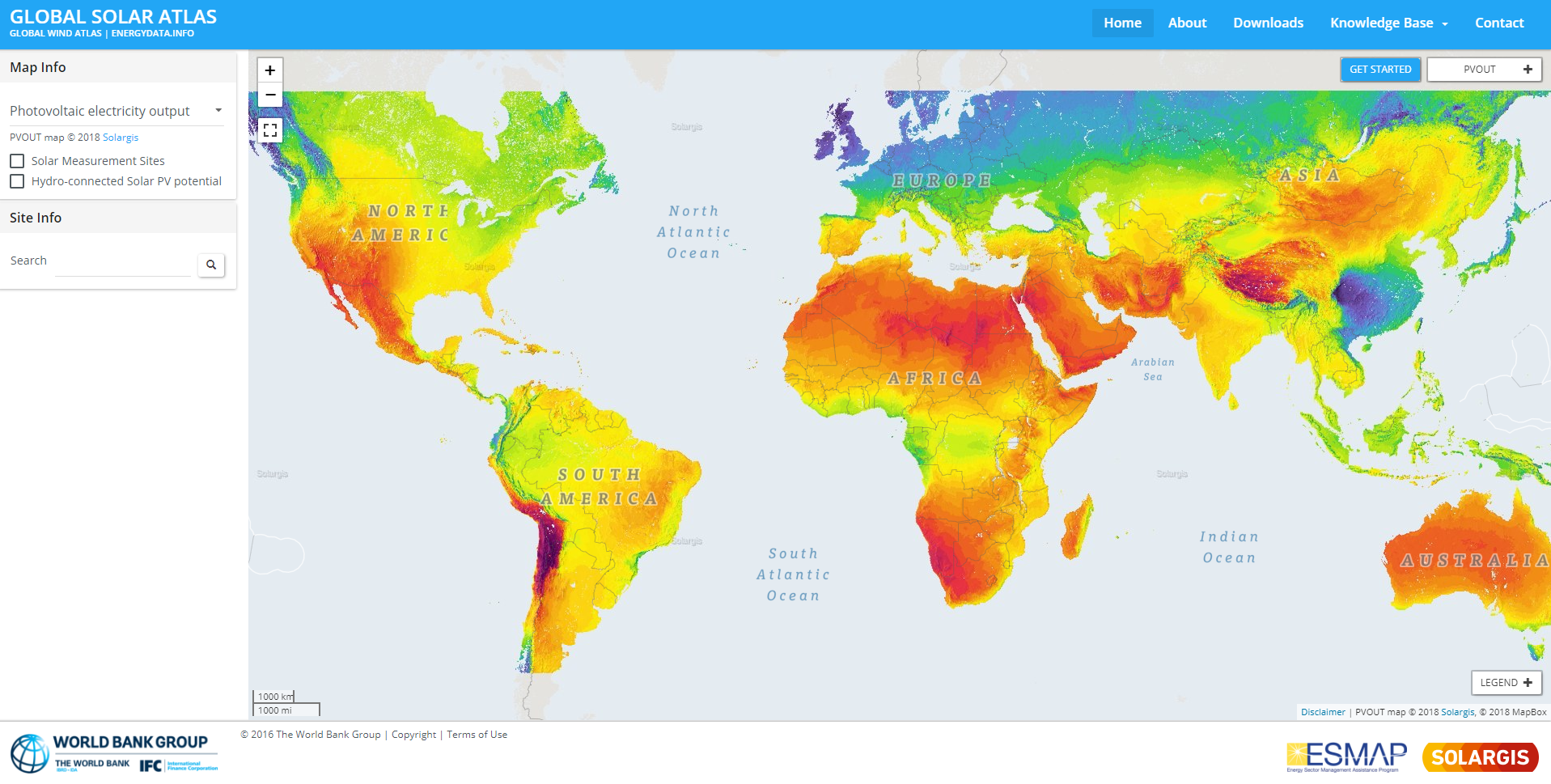
Captura de pantalla del sitio web Global Solar Atlas.

La ISA se ha asociado con el Banco Mundial para lanzar un Atlas solar mundial en un acontecimiento ISA en la Cumbre mundial sobre el futuro de la energía, celebrada en Abu Dhabi en enero de 2018. Este atlas es una herramienta gratuita que muestra en una página de Internet el potencial solar anual promedio de cualquier lugar del mundo. Permite así identificar potenciales emplazamientos de centrales solares. El Banco Mundial anunció «Esta herramienta ayudará los gobiernos a ahorrar millones de dólares en investigaciones propias y proporcionará a inversores y desarrolladores solares una plataforma fácilmente accesible y uniforme para comparar el potencial de los posibles emplazamientos en una región o en diferentes países.»
Riccardo Puliti, director sénior y jefe de la práctica energética y extractiva del Banco Mundial dijo que «El Banco Mundial está viendo un brote de interés de nuestros clientes en energía solar a raíz de las intensas disminuciones de coste en los últimos años. Esperamos que el Atlas solar mundial proporcionará información útil para las cruciales decisiones de planificación e inversión que deberán tomarse la próxima década para cambiar a formas más sostenibles de energía.» Piyush Goyal, ministro indio de energía, dijo «Esta herramienta nueva ayudará a gobiernos e inversores a obtener una indicación inicial del potencial de energía solar antes de llevar a cabo su propio análisis más detallado.»

## Futuros objetivos
India, con el apoyo de Francia, ha invitado a las naciones a facilitar infraestructura para la construcción de proyectos solares. La ISA ha comprometido 1 billón de $ como inversión, y se compromete a bajar los costes de la energía solar para poblaciones remotas o difícilmente accesibles. La ISA respaldará a la India en su objetivo de tener instalados 100 GW de potencia solar y 175 GW de potencia renovable para 2022. Los países de la ISA deberán apoyarse unos a otros en la investigación y el desarrollo, así como en otras actividades de alto nivel.
La ISA también se ve como una alianza de países en desarrollo para formar un frente unido y para emprender investigación y desarrollo sobre energía solar en dichos países.

## Progreso
El 30 de junio de 2016 la ISA comenzó un entendimiento con el Banco Mundial para acelerar la financiación de energía solar. El banco desempeñará un importante papel en movilizar más de 1 billón de $ en inversiones que serán necesarias para alcanzar el objetivo de un despliegue masivo de energía solar barata en 2030.
En la Cumbre mundial sobre el futuro de la energía, celebrada en Abu Dhabi en enero de 2018, el Gobierno de la India anunció el establecimiento de un fondo de 350 millones de $ para financiar proyectos solares.